# Sénatorerie
Les sénatoreries sont de grandes propriétés distribuées par Napoléon Bonaparte à certains sénateurs en échange implicite de leur docilité vis-à-vis de son régime, de plus en plus monarchique.  
Ces domaines, pris sur les biens nationaux, rapportaient 20 à 25 000 francs par an. 
Elles ont été créées par sénatus-consulte du 14 nivôse an XI (4 janvier 1803). 
Par exemple, Sieyès reçoit un grand domaine près de Cosne-sur-Loire.
Les sénatoreries de La Haye et Hambourg n'ont jamais été attribuées.

## Sénatoreries
Liste des sénatoreries distribuées entre 1803 et 1814 :
- Jean Fabre de la Martillière à Agen
- Joseph Fouché à Aix-en-Provence
- Raphaël de Casabianca à Ajaccio
- François-Denis Tronchet (1803-1806) puis Claude de Beauharnais (1806-1814) à Amiens
- Louis-Nicolas Lemercier à Angers
- François Marie d'Aboville à Besançon
- Catherine-Dominique de Pérignon à Bordeaux
- Pierre Garnier de Laboissière (1804-1809) puis Charles-Louis Huguet de Sémonville (1809-1814) à Bourges
- Joseph Bonaparte (1803-1804) puis Nicolas-Louis François de Neufchâteau (1804-1814) à Bruxelles
- Pierre-Louis Roederer à Caen
- François Christophe Kellermann à Colmar
- Nicolas-Louis François de Neufchâteau (1804), transféré à Bruxelles, puis Augustin de Lespinasse (1804-1814) à Dijon
- Jean-Ignace Jacqueminot (1803-1813) puis Pierre Marie Barthélemy Ferino (1814) à Douai
- Pierre Marie Barthélemy Ferino (1808-1814), transféré à Douai, puis Pierre Riel de Beurnonville (1814) à Florence
- Jean Denis René de Lacroix de Chevrières à Gênes
- André Joseph Abrial à Grenoble
- Gaspard Monge à Liège
- Justin Bonaventure Morard de Galles (1804-1809) puis Germain Garnier (1810-1811), transféré à Trèves, Pierre Riel de Beurnonville (1811-1814), transféré à Florence, et vacance (1814) à Limoges
- Jean-Barthélemy Le Couteulx de Canteleu à Lyon
- Charles Antoine Chasset à Metz
- Claude Louis Berthollet à Montpellier
- Nicolas Vimar à Nancy
- Louis-Thibaut Dubois-Dubais à Nîmes
- Roger Ducos à Orléans
- Bernard Germain de Lacépède à Paris
- Augustin de Lespinasse (1804-1805), transféré à Dijon, puis Gilles Joseph Martin Bruneteau (1806-1814) à Pau
- Claude Henri Belgrand de Vaubois à Poitiers
- Joseph Cornudet des Chaumettes à Rennes
- Jean Philippe Garran de Coulon à Riom
- Gabriel Marie Joseph d'Hédouville à Rome
- Antoine-Guillaume Rampon à Rouen
- Jean-Nicolas Démeunier (1803-1814) puis vacance (1814) à Toulouse
- Lucien Bonaparte (1803-1810), déchu de ses fonctions sénatoriales, puis Germain Garnier (1811-1814) à Trèves
- Louis Auguste Juvénal des Ursins d'Harville à Turin